# A lány nem nyugszik békében
A lány nem nyugszik békében (Children Shouldn't Play With Dead Things) az Odaát című televíziós sorozat második évadjának negyedik epizódja.

## Cselekmény
Mialatt Sam és Dean meglátogatják anyjuk sírját, Deannek a temetőben feltűnik egy másik sír, mely körül minden növény elrohadt. Sam vonakodik, ám beleegyezik, hogy segít bátyjának utánanézni az oda eltemett Angela nevű lánynak.
A nyomozást a lány apjánál, a gyászoló Dr. Masonnél kezdi, aki elmondja, hogy a halál egy autóbaleset során történt. 
A két fivér este összekap, mivel Sam szerint Dean nem mert anyja sírjához menni, nehogy előtörjenek fájdalmas emlékei róla. 
Másnap Dean Angela unokatesójának kiadva magát beszél a lány volt szobatársával, Lindsay-jel akitől megtudja, hogy Angela barátja, Matt meghalt, valószínűleg önmaga vágta el saját torkát, halála előtt pedig állítása szerint többször is látta barátnőjét. 
A fivérek meglátogatják a lány egy másik barátját is, Neil-t, majd miután meggyőződtek róla, hogy jól van, elmennek a temetőbe, és bosszúálló szellemre gyanakodva, el akarják égetni Angela csontjait. Mikor azonban felnyitják a sírt, észreveszik, hogy a koporsó üres, csupán idegen szimbólumokat találnak benn.
Miután utánanéztek, megtudják, hogy ezeket a jeleket halottak feltámasztásához használták. Dean azt hiszi, Mr. Mason áll a háttérben, így rátör a lakásában, ám végül Sam meggyőzi, hogy semmi köze nincs hozzá, és elrángatja a helyszínről.
A korábban ellopott Angela naplója alapján a fiúk arra gyanakodnak, hogy Neil műve az egész, így betörnek annak lakásába, a pince térve pedig biztosra veszik, hogy ő volt (Voodo szertartás kellékeit találják meg). Winchesterék kiderítik, hogy a következő áldozat talán Lindsay lesz, így elmennek a lakásába, ahol időben sikerül még megmenteniük a zombivá vált lány elől, aki azonban elmenekül.
A fivérek felkeresik Neilt, és figyelmeztetik, hagyja ott mutáns szerelmét, akit feltámaszott, ám a fiúnak erre már nem marad ideje, mert megjelenik a zombi, és kitekeri a nyakát. Angela ezután a Winchester fivérek nyomába ered, és a temetőben megpróbál velük is végezni, ám ezzel csapdába sétál: a fiúk ugyanis belelökik koporsójába, és egy ezüst tőrt a szívébe szúrva végleg megölik.
Másnap, mielőtt tovább indulnának, Dean elérzékenyül, és elmondja öccsének, hogy apjuk valószínűleg miatta halt meg, és a Colt is miatta tűnt el, ugyanis John alkut köthetett Azazellel, hogy meggyógyuljon…

## Természetfeletti lények

### Zombi
A zombi az ember lelke, melyet Voodo mágia segítségével rá lehet kényszeríteni, hogy élőhalottként gazdáját szolgálja.

### Angela Mason
Angelina Mason egy fiatal lány volt, aki miután összeveszett barátjával, Matt-tel, -mivel az megcsalta-, lelki állapota miatt autóbalesetet szenvedett és meghalt. 
A lányt később zombiként egy Neil nevű fiú hozta vissza az élők közé Voodo mágia segítségével, hogy újra találkozhasson vele.

## Időpontok és helyszínek
- 2006. ? – Greenville, Illinois

## Zenék
- Supergrass – Sad Girl